# Presqu'île
Pour les articles homonymes, voir Presque Isle et La Presqu'île (nouvelles).
Ne doit pas être confondu avec Péninsule.

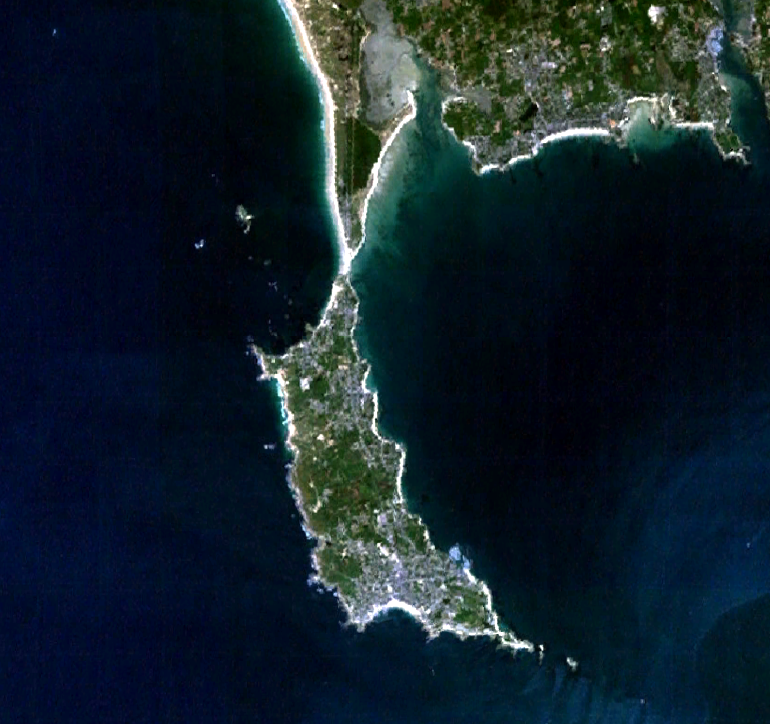
Image satellite de la presqu'île de Quiberon.

Une presqu'île, ou presqu'ile, est une partie saillante d'une côte, reliée à la terre par un isthme. Elle se distingue notamment d'une péninsule par ses dimensions plus réduites et par la présence d’un isthme.
Par abus de langage, on qualifie également de presqu'île une zone de terre presque intégralement entourée par un cours d'eau important, qu'il s'agisse d'un méandre presque refermé ou d'un confluent dont le tracé est propice.
Ainsi, à Lyon, on nomme « la Presqu'île » la partie de la ville comprise entre le Rhône et la Saône depuis le pied de La Croix-Rousse jusqu'au confluent. À Ambialet, la presqu'île est le résultat d'un méandre du Tarn. À Grenoble, la Presqu’île est un territoire compris entre l'Isère et le Drac et abrite parmi les plus importants centres de recherches de France.

## Quelques presqu'îles

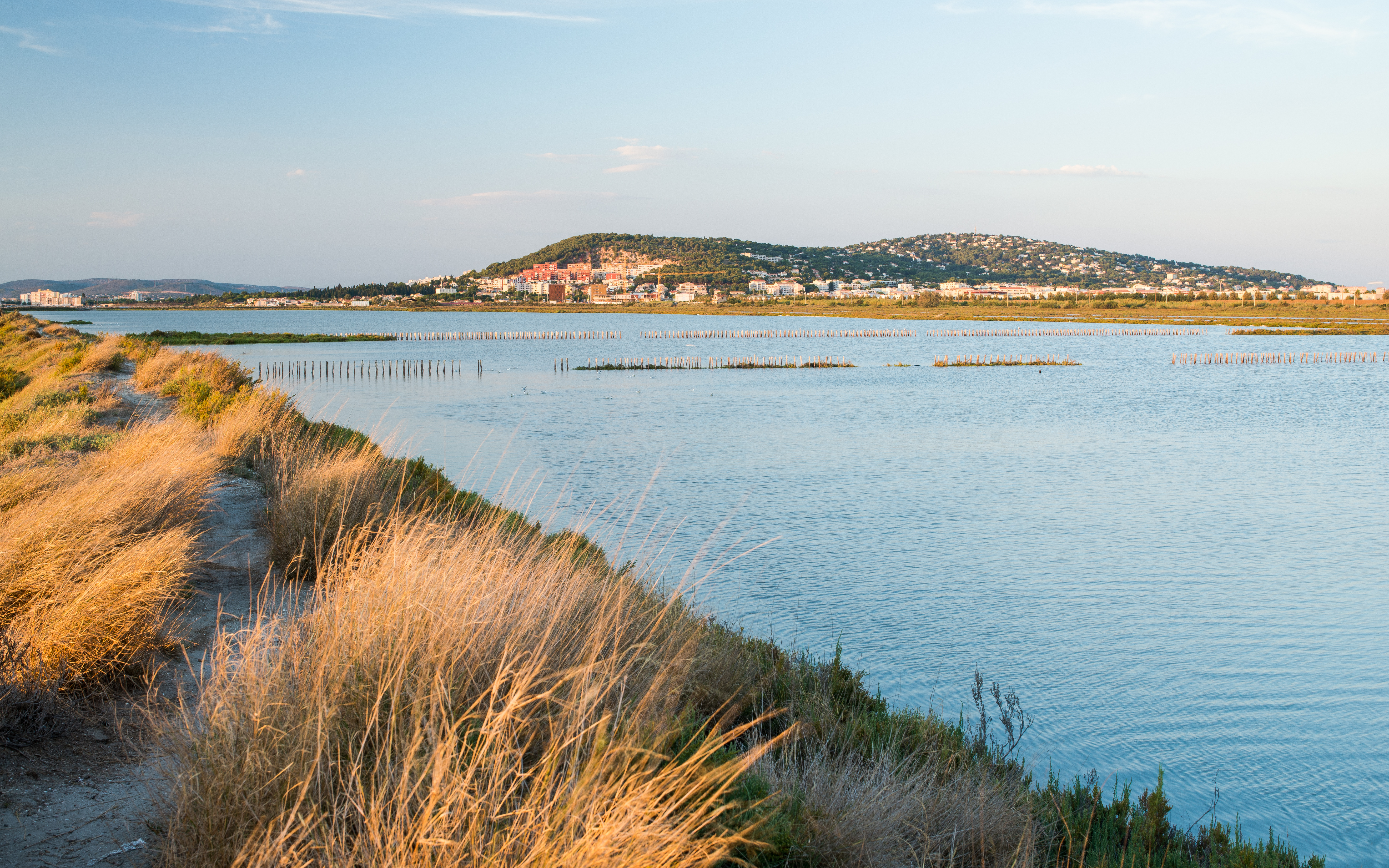
La presqu’île de la ville de Sète.

### En France
A
- La presqu'île d'Ambialet (un méandre du Tarn)
- La presqu'île d'Arvert (Charente-Maritime)

C
- La presqu’île portuaire de Caen (Calvados)
- Le cap Ferrat (Alpes-Maritimes)
- La presqu'île de Lège-Cap-Ferret (Gironde)
- La presqu'île de la Caravelle (Martinique)
- La presqu'île de Crozon (Finistère)

D
- La presqu'île du Diamant (Martinique)

G
- La presqu'île de Giens (Var)
- La presqu'île scientifique de Grenoble (Isère)
- La presqu'île guérandaise (Loire-Atlantique)

H
- La presqu'île d'Hérel (Côtes-d'Armor)

K
- La presqu'île Joffre (des îles Kerguelen)
- La presqu'île de Kermorvan (Finistère)

L
- La presquîle de Laussac (sur le lac de Sarrans, Aveyron)
- La Presqu'île fluviale, à Lyon (métropole de Lyon)

P
- La presqu'île de Pen-Bron (Loire-Atlantique)

Q
- La presqu'île de Quiberon (Morbihan)

R
- La presqu'île de Rhuys (Morbihan)

S
- La presqu'île de Saint-Mandrier (Var)
- La presqu'île de Sainte-Anne (Martinique)
- La presqu’île de Saint-Jacut-de-la-Mer (Côtes-d'Armor)
- La presqu'île du Cap (Saint-Pierre-et-Miquelon)
- La presqu'île de Saint-Tropez (Var)
- La presqu'île de la ville de Sète (Hérault)
- La presqu'île de la Société de géographie (îles Kerguelen)

### Dans le monde
Afrique
- La presqu'île du Cap-Vert (Sénégal)
- La presqu'île de Dakar (Sénégal)
- La presqu'île de Conakry (Guinée)
- La presqu'île de Dakhla (Sahara occidental)
- Ras R'mal, sur l'île Djerba (Tunisie)

Amériques
- La presqu'île du Lac des quatre chemins (Québec, Canada)
- La presqu'île de Samaná (République dominicaine)

Europe
- Le Monte Argentario (Italie)
- Peniche (Portugal)